# クイーンズコミックス
クイーンズコミックスは、集英社が発行する女性向けコミック誌『YOUNG YOU』（休刊）、『YOU』、『コーラス』（現『Cocohana』）に連載・掲載した作品を中心にしたコミックのレーベルである。2001年（平成13年）4月に創刊。

## 主な作品
- 胡蝶伝説（池田ユキオ）
- アップル シナモン キャラメリゼ（宮川匡代）
- あるようでない男（小花美穂）
- 聞かせてよ愛の言葉を（津雲むつみ）
- 君の天井は僕の床（鴨居まさね）
- キャリア こぎつね きんのもり（石井まゆみ）
- GENJI 源氏物語（きら）
- サムシング（池谷理香子）
- 少女漫画（松田奈緒子）
- シンクロオンチ!（きら）
- スパイシーピンク（吉住渉）
- 空と海と蜃気楼と（津雲むつみ）
- 正しい恋愛のススメ（一条ゆかり）
- チェリッシュ（吉住渉）
- ちくたくぼんぼん（勝田文）
- デカワンコ（森本梢子）
- テンパリ!（筒井旭）
- ハガネの女（深谷かほる）
- ハチミツとクローバー（羽海野チカ）
- パティスリーMON（きら）
- BELIEVE（槙村さとる）
- プライド（一条ゆかり）
- Real Clothes（槙村さとる）
- 永田町ワールドフェイマス（【作】スパイスランド）（【画】北沢バンビ）